# S/2007 S 2
S/2007 S 2 és un satèl·lit irregular retrògrad de Saturn. Fou descobert l'1 de maig de 2007 per l'equip de Scott S. Sheppard, David C. Jewitt, Jan Kleyna, i Brian G. Marsden a partir d'imatges preses entre el 18 de gener i el 19 d'abril del mateix any.

## Característiques
S/2007 S 2 té un diàmetre d'uns 6 quilòmetres i orbita Saturn a una distància mitjana de 16,560. milions de km en 792,96 dies, amb una inclinació de 176,68 a l'eclíptica, amb una excentricitat de 0,218.

## Denominació
Com que la seva òrbita encara no ha estat determinada amb precisió, el satèl·lit conserva la seva designació provisional que indica que fou el segon satèl·lit descobert al voltant de Saturn l'any 2007.